# Bergquartal

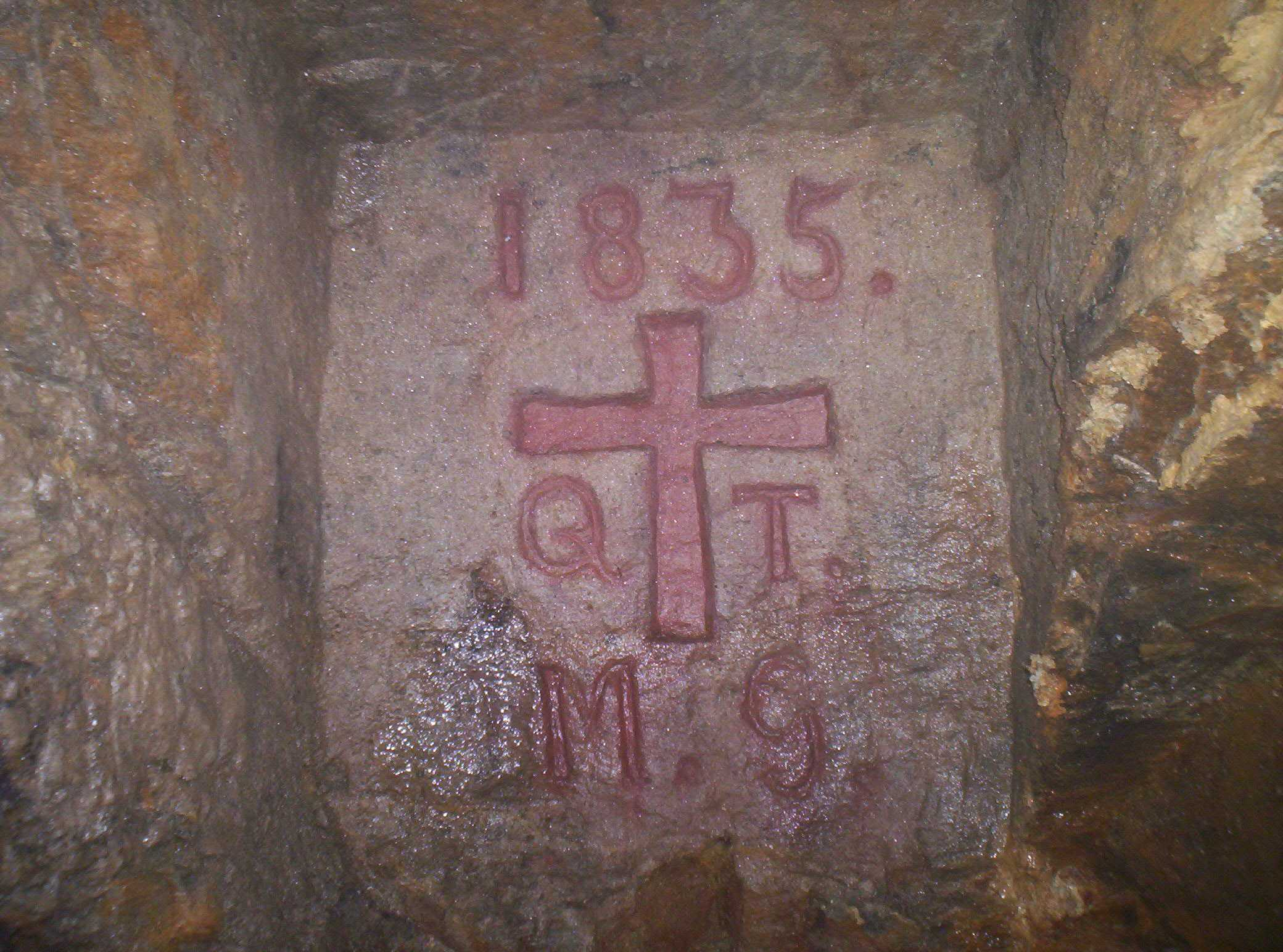
Verstufungstafel im „Ursula Tiefen Erbstolln“, Pobershau „Q.T.“ = Quartal Trinitatis

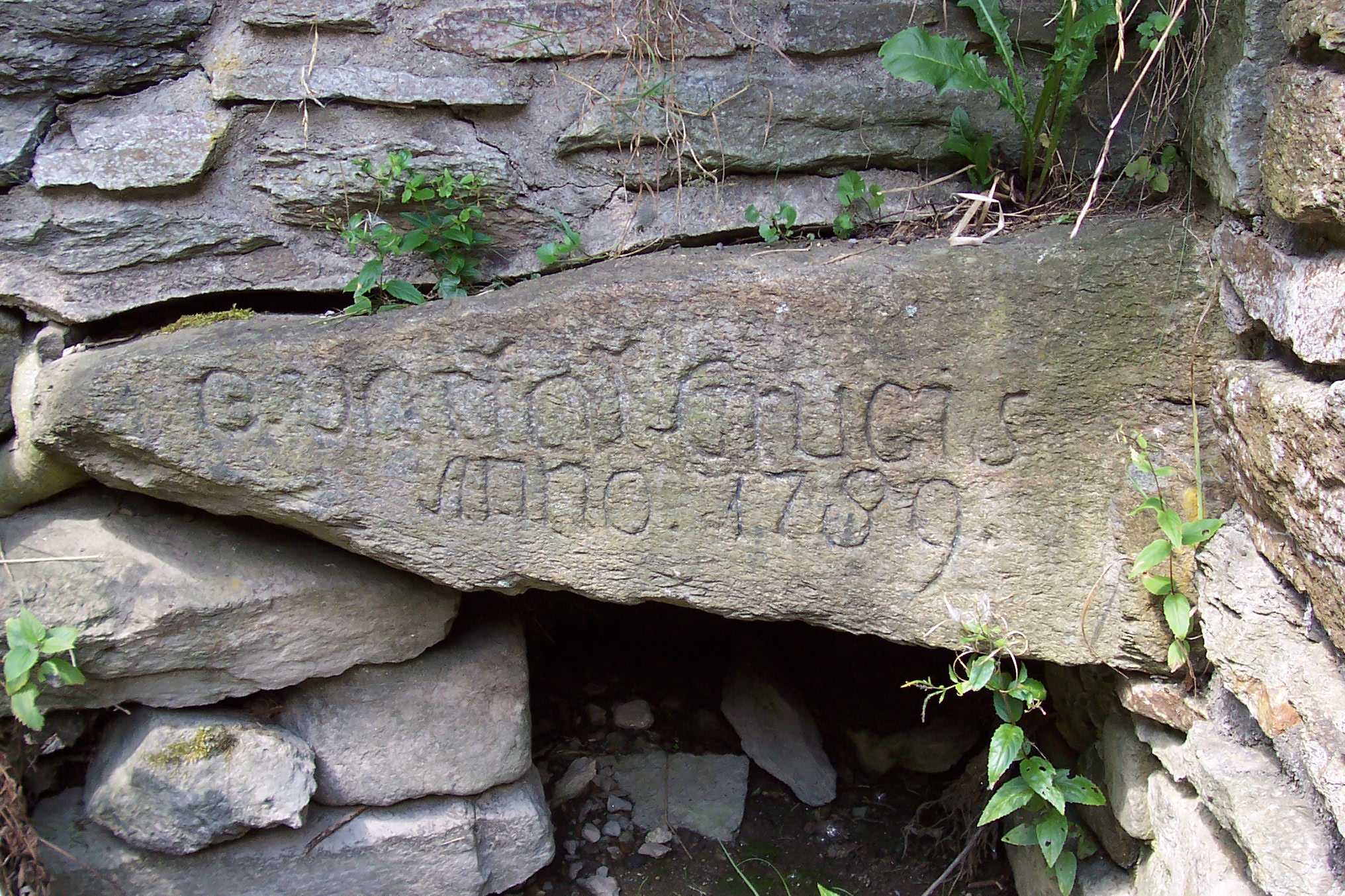
Mundloch des Bierschnabelstollns in Frohnau, Quartal Crucis Anno 1789

Als Bergquartal wurde der Abrechnungszeitraum im Bergbau, vom Mittelalter bis Mitte/Ende des 19. Jahrhunderts, bezeichnet. Ein Quartal wurde mit 13 Wochen gerechnet.

## Quartale
Die Quartale wurden nach kirchlichen Festen benannt, die in dem jeweiligen Quartal lagen. Ursprünglich endeten die Quartale an den Samstagen vor oder nach diesen Feiertagen, erst später setzte sich eine Anpassung an Kalendermonate durch. Zum Quartalsende wurden die Ausbeute- oder Zubußzettel verteilt, die Frist- und Quatembergelder entrichtet und Retardat gehalten. Weiterhin wurde bei Vortrieben die Vortriebsleistung der Häuer gemessen und die Quartalstufe geschlagen.
Es gab folgende Quartale:
1. Quartal Reminiscere (1. Januar bis 31. März)
2. Quartal Trinitatis (1. April bis 30. Juni)
3. Quartal Crucis (1. Juli bis 30. September)
4. Quartal Luciae (1. Oktober bis 31. Dezember)

Im Schriftverkehr wurde meist eine Kurzform gebraucht, die entweder aus der Jahreszahl und dem nachgestellten Anfangsbuchstaben des Quartals (1669 T – Quartal Trinitatis im Jahre des Herrn 1669) oder den ersten drei Buchstaben mit nachgestellter Jahreszahl (Trin. 1669) bestand.